# Пахіцереус
Pachycereus (укр. Пахіцереус) — рід сукулентних рослин з родини кактусових.

## Етимологія

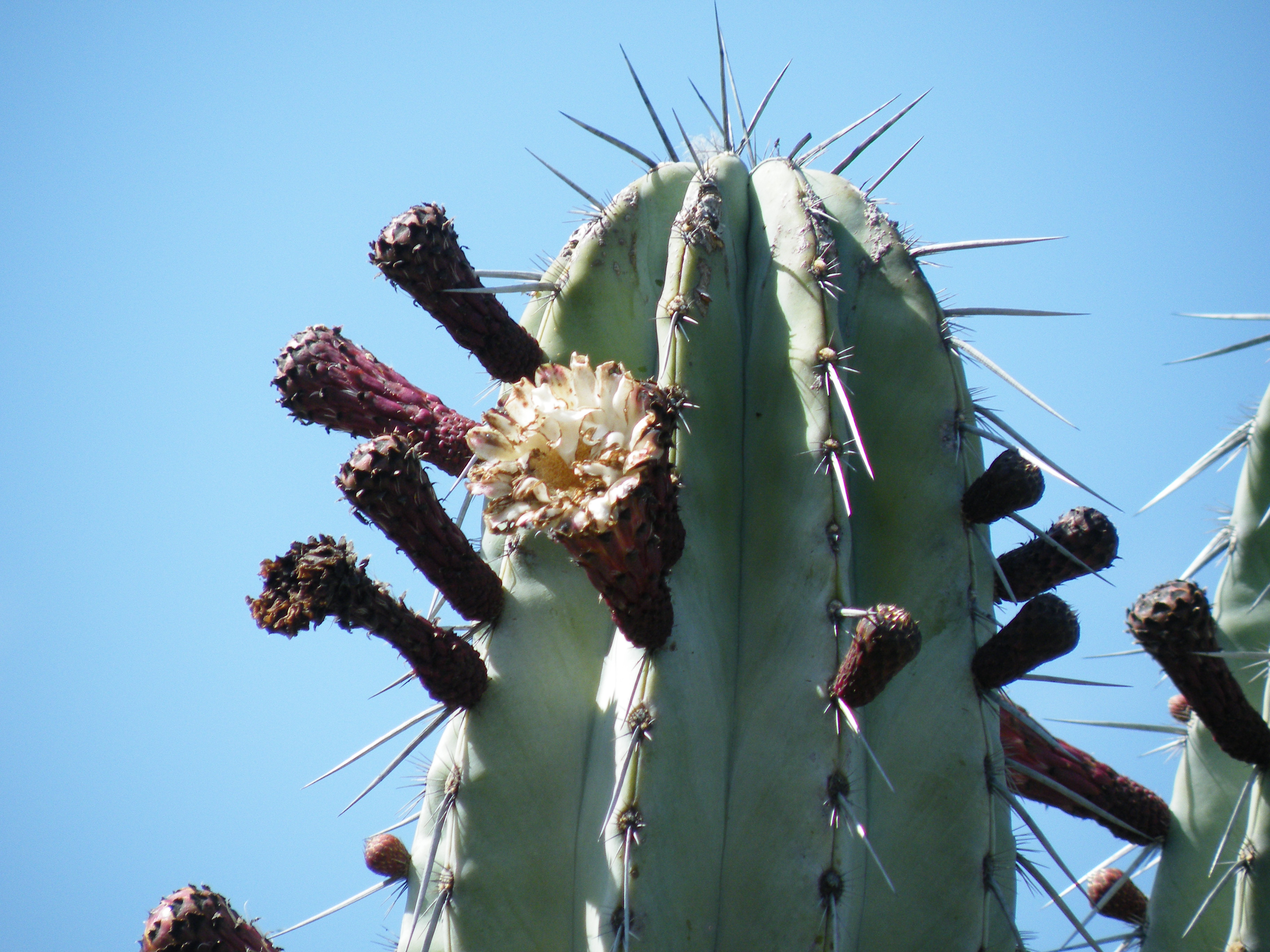
Цвітіння Pachycereus weberi

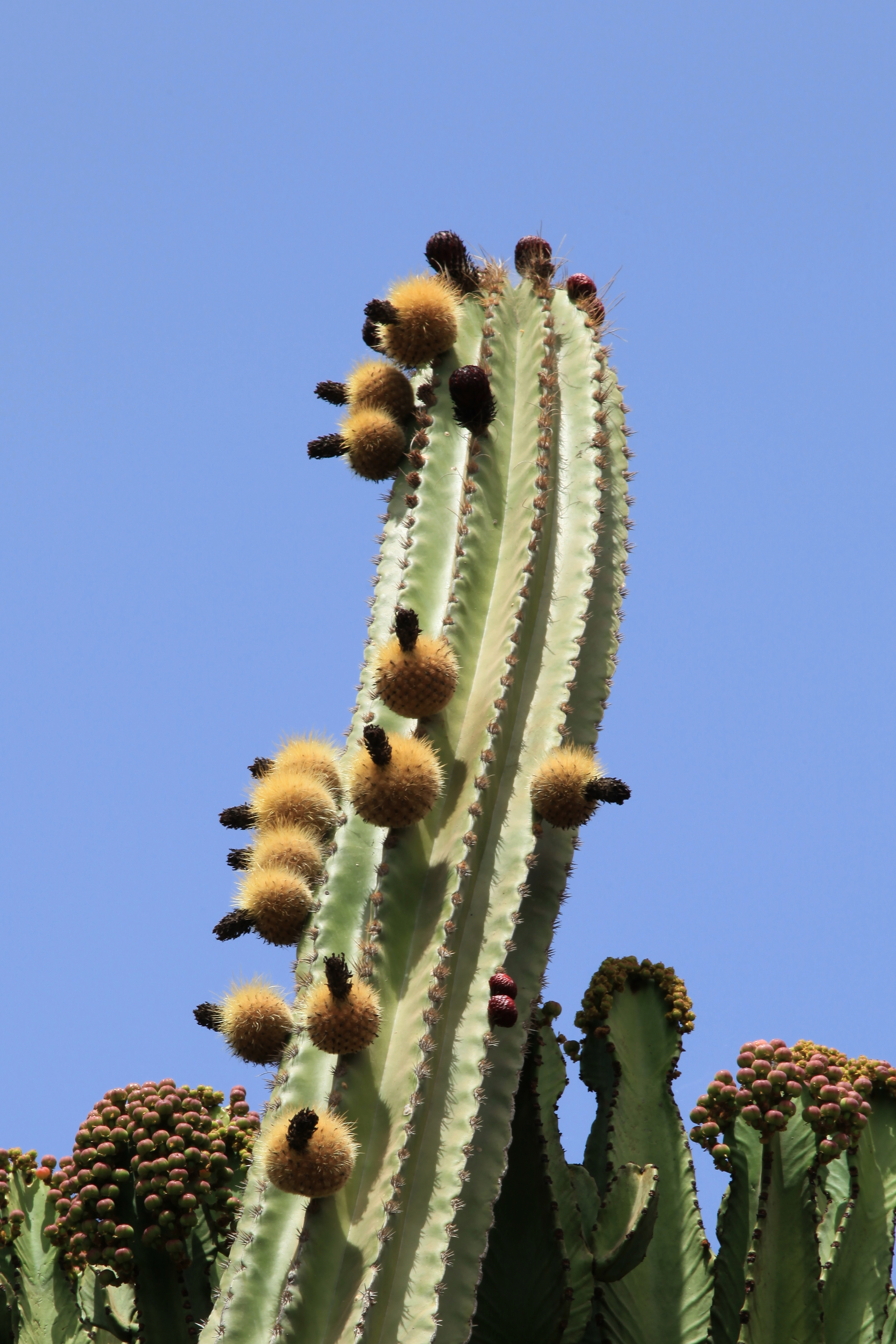
Плоди на Pachycereus pecten-aboriginum

Назва Pachycereus походить від давньогрецького слова pakhus що означає «товстий» і латинського cereus «смолоскип».

## Види
Кількість видів за різними джерелами 6-13. Pachycereus pringlei є найвищим видом кактуса у світі, з максимально зафіксованою висотою 19,2 м.

## Ареал
Батьківщиною рослин цього роду є територія від Мексики до південної Аризони, США.

## Загальна біоморфологічна характеристика
Пахіцереуси можуть бути у формі великих кущів або малих дерев до 15 м заввишки чи навіть більше з товстими стеблами до 1 м в діаметрі.

## Синоніми
Синоніми назви роду Pachycereus:
- Backebergia Bravo
- Lemaireocereus Britton & Rose
- Lophocereus (A. Berger) Britton & Rose
- Marginatocereus (Backeb.)
- Mitrocereus (Backeb.)
- Pterocereus T. MacDoug. & Miranda